# Torneo Apertura 2015 Fútbol Femenino (Chile)
El Campeonato Nacional Femenino de Apertura de Primera División de Fútbol Femenino 2015 fue el duodécimo torneo de la Primera División de fútbol femenino de Chile, comenzó el día 7 de marzo. La organización está a cargo de la ANFP.

## Sistema de Campeonato
El sábado 17 de enero de 2015 se reunió el Consejo de Fútbol Femenino de la ANFP con los dirigentes de los clubes participantes del presente año, para definir las bases y reglamentos para los torneos, tanto apertura como clausura, de este año.
En dicha reunión se acordó que los clubes se dividirían en 2 grupos, zona centro y zona sur, se jugará en modalidad de todos contra todos, y a diferencia de los anteriores torneos de apertura y debido a la Copa América 2015, este se llevará a cabo en una rueda, clasificando a etapa de playoff los mejores 4 clubes ubicados en la tabla de cómputo general.
Los equipos Santiago Wanderers y Unión Española vuelven a la zona centro, por ello, mediante un sorteo realizado en la asamblea de fútbol femenino de la ANFP, Colo-Colo integrará ahora la zona sur. 
El 13 de enero de 2015 se oficializó la incorporación del Club Deportivo y Recreativo Puerto Varas al campeonato nacional de fútbol femenino. Este se incorporará a la zona sur, junto a Naval de Talcahuano, Cobresal, Curicó Unido, Deportes Ñielol, Deportes Puerto Montt, Deportes Temuco, Rangers, Universidad Austral y al ya mencionado Colo-Colo.
Las llaves de playoff estarán compuestas de la siguiente manera: Primero Centro vs Cuarto Sur; Primero Sur vs Cuarto Centro; Segundo Centro vs Tercero Sur y Segundo Sur vs Tercero Centro.
El campeón de este torneo deberá enfrentar la Copa de Campeones, en un partido de definición en una cancha neutral, con el ganador del torneo de Clausura de este mismo año. Este encuentro servirá para determinar qué equipo femenino participará en la Copa Libertadores de América Femenina del año 2016. En el caso de que el campeón del Apertura y Clausura sea el mismo equipo no se realizará este encuentro, clasificando automáticamente a dicho torneo internacional.
Otra novedad que tendrá este torneo, y que se extenderá para todos los torneos futuros, es que se comenzarán a premiar a las mejores goleadoras y jugadoras de cada categoría.